# قائمة ولاة الموصل
هذه ثبت بأسماء أمراء وولاة الموصل عبر التاريخ.

## الفتح الإسلامي
- ربعي بن الأفكل - 16 هـ.
- عياض بن غنم - 18 هـ.
- سعيد بن عامر بن حذيم - 20 هـ.
- محمد بن مروان- 22 هـ.
- معاوية [الأول] بن أبي سفيان - 25 هـ.
- مالك الأشتر بن الحارث، من قبل علي - 36 هـ.
- الضحاك بن قيس، من قبل معاوية - 36 هـ.

## الأمويون
- زفر بن الحارث الكلابي.
- عكرمة بن ربعي.
- المهلب بن أبي صفرة، من قبل عبد الله بن الزبير - 67 هـ.
- إبراهيم بن مالك الأشتر بن الحارث - 68 هـ.
- محمد بن مروان [الأول]، من قبل عبد الملك - 73 هـ.
- مسلمة بن عبد الملك - 91 هـ.
- يزيد بن المهلب.
- مسلمة بن عبد الملك، للمرة الثانية.
- سعيد بن عمرو بن الأسود الحرشي.
- عبد الرحمن بن سلمان.
- عبد الملك بن بشر.
- عمر بن هبيرة الفزاري، من قبل عمر - 100 هـ.
- الحر بن يوسف بن يحيى ين الحكم بن أبي العاص (ت. 114 هـ) - 108 هـ.
- الوليد بن تليد العبسي - 114 هـ.
- مروان بن محمد - 114 هـ.
- الوليد بن بكير - 121 هـ.
- أبو قحافة (ابن أخي الوليد بن تليد) - 122 هـ.
- عبدة بن رياح الغساني - 125 هـ.
- عبد الملك بن مروان [الثاني] بن محمد - 126 هـ.
- الضحاك [؟] - 127 هـ.

## الحمدانيون
- ناصر الدولة الحسن بن عبد الله
- عضد الدولة أبو تغلب بن الحسن
- أبو طاهر إبراهيم
- أبو عبد الله الحسين

## العقيليون
- حسام الدولة المقلد بن المسيب - 386هـ- 996م
- معتمد الدولة قرواش بن المقلد - 391هـ- 1001م
- زعيم الدولة أبو كامل بركة بن المقلد - 442هـ- 1050م
- علم الدولة أبو المعالي قرواش بن بدران بن المقلد - 443هـ- 1051م
- شرف الدولة أبو المكارم مسلم بن قرواش - 453هـ-1061م
- إبراهيم بن قرواش - 478هـ- 1085م
- علي بن مسلم بن قرواش - 486-489هـ/1093-1096م[1]

## الزنكيون
- عماد الدين زنكي بن آق سنقر
- سيف الدين غازي بن عماد الدين زنكي
- قطب الدين مودود بن عماد الدين زنكي
- سيف الدين غازي الثاني بن قطب الدين مودود
- عز الدين مسعود بن قطب الدين مودود
- نور الدين أرسلان شاه بن عز الدين مسعود
- عز الدين مسعود الثاني بن نور الدين أرسلان شاه
- نور الدين أرسلان شاه الثاني بن عز الدين مسعود الثاني
- ناصر الدين محمود
- بدر الدين لؤلؤ

## آل الجليلي
- الحاج حسين باشا بن إسماعيل باشا الجليلي 1143 هـ
- الغازي محمد امين باشا بن الحاج حسين باشا الجليلي سنة 1166 هـ
- فتاح باشا بن إسماعيل باشا الجليلي 1183 - 1185 هـ
- سليمان باشا بن محمد أمين باشا الجليلي 1185 - ???
- أمين باشا بن حسين بن إسماعيل الجليلي ??? - 1189 هـ[2]
- محمد باشا الجليلي 1200 - 1221 هـ
- نعمان باشا بن سليمان باشا الجليلي 1222 - 1223 هـ
- أحمد باشا بن بكر أفندي 1223 - 1224 هـ
- محمود باشا بن محمد باشا الجليلي 1224 - 1225 هـ
- سعد الله باشا بن الحاج حسين باشا الجليلي 1225 - 1227 هـ
- أحمد باشا بن سليمان باشا الجليلي 1227 - 1233 هـ
- حسن باشا بن الحاج حسين باشا الجليلي 1233 هـ وتوفي في نفس الشهر
- أحمد باشا بن سليمان باشا الجليلي 1233 - 1237 هـ
- عبد الرحمن باشا بن محمود عبد الله بك 1237 - 1238 هـ
- يحيى باشا بن نعمان باشا الجليلي 1238 - 1242 هـ
- عبد الرحمن باشا بن محمود باشا الجليلي 1242 - 1245 هـ
- محمد امين باشا بن الحاج عثمان بك الجليلي 1245 - 1249 هـ
- يحيى باشا بن نعمان باشا الجليلي (دفعة ثانية) 1250 - 1251 هـ[3]